# 桃井沙央理
桃井 沙央理（ももい さおり、1982年3月10日 - ）は、中京圏を拠点に活動するローカルタレント、管理栄養士。NTB（旧・名古屋タレントビューロー）所属。岐阜県可児郡御嵩町出身。身長157cm。血液型O型。

## 来歴
椙山女学園大学大学院在学当時、中京テレビ公式サイト内のWEBマガジン『なでしこSPECIAL』でグルメリポーターを務めていた。また、2007年3月まで同局の深夜番組『TA☆RO』にTA☆ROガールズの一員として出演していた。
『TA☆RO』終了以後は、地元岐阜放送のテレビ番組やラジオ番組を中心に出演している。

## 人物
前述の通り、管理栄養士の資格を持つ。管理栄養士になったのは、本人曰く料理好きが高じてとのことである。他にも英検準1級の資格や書道検定準1級の資格などを持つ。

## 出演

### テレビ番組
- ウキ→ビジュ（中京テレビ、猫顔美人コンテストキャンペーンガール）
- TA☆RO （中京テレビ、TA☆ROガールズ）
- インフォメーション・スポット（中京テレビ、リポーター）
- らぶらぶワイドぎふTODAY （岐阜放送、リポーター）
- あなたの街から（岐阜放送、リポーター）
- ランチタイムニュース（岐阜放送、火曜「日本まんなか直送便」のコーナー担当）
- ぎふチャンワイド タワー43 （岐阜放送、金曜「日本まんなか直送便」のコーナー担当）
- J-BOX （CBCテレビ、リポーター）
- NIGHT SPOT （テレビ愛知）

### ラジオ番組
- ぎふチャンビビッとワイド（ぎふチャンラジオ）
- きょうもそう快!BUNBUNラジオ（ぎふチャンラジオ、リポーター）
- 月〜金ラヂオ 2時6時（ぎふチャンラジオ、リポーター）

### WEBマガジン
- なでしこSPECIAL （中京テレビ、リポーター）
  - ホッと伊勢志摩へどうぞ
  - 食べてキレイになっちゃおう 噂のコラーゲンたっぷりラーメンに迫る!
  - ホッと伊勢志摩へどうぞ 癒しの風に誘われて
  - わたしの元気の秘密